# لنزاری
لنزاری (به ایتالیایی: Lenzari) یک منطقهٔ مسکونی در ایتالیا است که در لیگوریا واقع شده‌است.